# Hrvatski športski savez
Hrvatski športski savez (HŠS) osnovan je 5. listopada 1909. godine (prema nekim izvorima 8. listopada 1909. godine) u Zagrebu u svratištu “Griču“ kao središnja športska organizacija koja je koordinirala radom klubova raznih športskih grana. Cilj HŠS-a bio je izbjeći učlanjivanje hrvatskih klubova u mađarski ili austrijski savez, te samostalno istupanje na međunarodnom športskom polju.

## Početak
Bez športskih natjecanja klubovi nisu mogli napredovati niti opstati, te je daljnji napredak hrvatskog športa ovisio o osnivanju jednog općeg saveza svih športskih grana. Prvu inicijativu za osnivanjem Saveza dao je Mario Rieger Vinodolski, poznati športski novinar i djelatnik, te tajnik PNIŠK-a u tjedniku “Hrvatskom športskom listu“ od 1. lipnja 1908. godine. Poziv na sastanak objavljen je 1. rujna 1908. godine. Na sastanku u svratištu “Tri gavrana“, 18. rujna 1908. godine zbog prisustva premalog broja predstavnika klubova, te nedolaska predstavnika jedne od najsnažnije športske organizacije HAŠK-a, nije uspjelo osnivanje Saveza. HAŠK-u je tijekom 1909. godine bilo potrebno postojanje Saveza jer je imao poteškoća u dogovaranju nogometnih utakmica s klubovima iz austrijskog i mađarskog Saveza, te je napokon 5. listopada 1909. godine osnovan Hrvatski športski savez.

## Prvi odbor i članovi
Na osnivačkoj skupštini Saveza bili su nazočni pedstavnici HAŠK-a, I. hrvatskoga mačevalačkoga kluba, I. hrvatskoga sklizalačkoga društva, I. hrvatskoga automobilskoga kluba, I. hrvatskoga biciklističkoga kluba, Zagrebačkoga koturaškoga kluba Orao i Hrvatskoga športskoga kluba Academia, svi iz Zagreba. Za prvog predsjednika izabran je prof. Ljudevit Andrassy, a za tajnika Milovan Zoričić. Zbog političkih previranja u tadašnjoj Austro-Ugarskoj monarhiji do odobrenja rada i pravila HŠS-a došlo je tek 10. kolovoza 1910. godine. 1912. godine novim članovima postaju Koturaško društvo Sloga iz Varaždina, Veslački klub Neptun iz Osijeka, Koturaški klub Zvijezda iz Karlovca, te Hrvatsko planinarsko društvo, Koturaško društvo Sokol, Športski klub Concordia, Hrvatski tipografski športski klub Zagreb i Prvi hrvatski građanski športski klub, svi iz Zagreba. 1913. godine Savezu pristupa i Športski klub Ilirija iz Ljubljane. HŠK Hajduk iz Splita i Hrvatski veslački klub Jadran iz Zadra članovi su od 1914. godine.

## Redovite skupštine i aktivnosti
- 30. ožujka 1911. godine, Prva redovita glavna skupština: Izabran novi upravni odbor koji se založio za uključivanje ostalih športskih grana u HŠS.
- 13. lipnja 1912. godine, Druga redovita glavna skupština: Prihvaćeni su pravilnici i imenovani referenti za nogomet, automobilizam, biciklizam, laku atletiku, mačevanje, plivanje, ručne saonice, skijanje, sklizanje i tenis.
- 8. veljače 1913. godine, Treća redovita glavna skupština: Predsjednik novog odbora postaje Franjo Bučar, osnovane su nove športske organizacije, broj članova je porastao i hrvatska javnost prati prvenstvena natjecanja.
- 13. veljače 1914. godine, Četvrta redovita glavna skupština: Najavljeno formiranje sekcije za veslanje, a savezu pristupaju klubovi iz Dalmacije.
- 27. srpnja 1914. godine: Zbog početka Prvog svjetskog rata zabranjuje se rad HŠS-a.
- 8. studenog 1914. godine: Prva priredba u Maksimiru u humanitarne svrhe (nogometna utakmica: Građanski – Victoria) i HŠS nastavlja rad pod nazivom humanitarnih organizacija.
- 1915. godine: Odigrano 23 nogometnih utakmica.
- 19. svibnja 1918. godine: Započinje prvo ratno nogometno prvenstvo Zagreba.
- 1. kolovoza 1918. godine: Zemaljska vlada u Zagrebu službeno dopušta rad HŠS-a, te se počinju organizirati športska natjecanja.
- 16. rujna 1919. godine: Na sjednici HŠS-a zaključeno da se treba osnovati Olimpijski odbor za Kraljevinu SHS.
- 14. prosinca 1919. godine: Na inicijativu HŠS-a osnovan Jugoslavenski olimpijski odbor, te sve sekcije HŠS-a proširuju svoj djelokrug na čitav teritorij Kraljevine SHS, odnosno proglašavaju se jugoslavenskim savezima za pojedine športove.